# ジェシー・マンロー
ジェシー・ノックス・マンロー(Jessi Knox Munro、1861年 - 1923年3月24日)はカナダ・メソジスト教会婦人伝道会の派遣教師である。東洋英和女学院4代目・6代目校長

## 生涯
- 1861年　オンタリオ州ピーターバロに近いブリスミルに生まれた。オタワの師範学校で学び教員免許を取得する。[1]
- 1888年　来日。10年間東洋英和女学校に在職。[1]
- 1891年　東洋英和女学院4代目校長に就任。[2]
- 1893年　東洋英和女学院4代目校長を離任。[2]
- 1894年　東洋英和女学院6代目校長に就任。[2]
- 1896年　東洋英和女学院6代目校長を離任。[2]
- 1899年　病気のためにカナダへ帰国し療養する。療養後に、カナダ西部でロシア系カナダ人の伝道と教育に従事する。[1]
- 1909年　病気のために退職する。[1]
- 1923年　ピーターバロで死去する。[1]